# Cerkiew Świętych Apostołów Piotra i Pawła w Siemiatyczach
Cerkiew Świętych Apostołów Piotra i Pawła – prawosławna cerkiew parafialna w Siemiatyczach. Należy do dekanatu Siemiatycze diecezji warszawsko-bielskiej Polskiego Autokefalicznego Kościoła Prawosławnego.
Pierwsza cerkiew w Siemiatyczach powstała w XV wieku, od początku była świątynią parafialną. Przeszła na własność Kościoła unickiego formalnie natychmiast po podpisaniu aktu unii brzeskiej, de facto zaś w 1614. Nową drewnianą cerkiew unicką w Siemiatyczach ufundował w tym samym stuleciu Lew Sapieha. Świątynia była ważnym ośrodkiem pielgrzymkowym w dniu Świętej Trójcy (pierwotnie święto patronalne). Z czasem jej znaczenie w mieście malało, a unicka parafia stopniowo ubożała.
Parafia siemiatycka została zmuszona do powrotu do wyznania prawosławnego w 1839, na mocy postanowień synodu połockiego. Chociaż cerkiew z XVII w. była już wtedy w złym stanie, murowaną świątynię prawosławną wzniesiono w Siemiatyczach dopiero po stłumieniu powstania styczniowego, w znacznej części z rosyjskich funduszy państwowych. Obiekt był stale czynny do 1915, gdy prawosławni mieszkańcy miasta udali się na bieżeństwo. W dwudziestoleciu międzywojennym cerkiew została ponownie otwarta i pozostaje nieprzerwanie czynna.
We wnętrzu cerkwi zachował się ikonostas z 1908 oraz barokowe ikony Świętych Piotra i Pawła oraz św. Paraskiewy.
Cerkiew mieści się przy ulicy Powstania Styczniowego, na wzniesieniu nad rzeczką Muchawiec, dopływem Kamianki. Otoczony murem plac cerkiewny był równocześnie cmentarzem (przetrwała część zabytkowych nagrobków), na którym odbywają się obecnie pochówki prawosławnych duchownych.

## Historia

### Pierwsza cerkiew prawosławna w Siemiatyczach
Cerkiew prawosławna w Siemiatyczach istniała z pewnością w I połowie XV w., być może została ufundowana przez właściciela Siemiatycz Olechnę Kmitę Sudymontowicza razem z żoną Fedorą. Dokument fundacyjny Olechny Kmity Sudymontowicza, właściciela Siemiatycz, z 1431, uważany jest jednak przez wielu badaczy za falsyfikat. Według Józefa Maroszka został on sfałszowany w XVII lub XVIII w., być może po to, by przekonać dziedziczkę Siemiatycz Annę Jabłonowską do legalności dochodów miejscowego duchownego.
Bez żadnych wątpliwości cerkiew istniała w 1456, gdy syn Olechny, Michał Kmita, sfinansował renowację obiektu, a miejscowej parafii podarował łąki i grunty orne Myszkowo w uroczysku Gryczówki. W 1513 Aleksandra Tęczyńska, jego córka, potwierdziła prawa parafii do wszystkich otrzymanych wcześniej nadań. Analiza jej zapisu pozwala stwierdzić, że oprócz parafialnej cerkwi Trójcy Świętej (z bocznymi ołtarzami Świętych Piotra i Pawła oraz św. Paraskiewy) w Siemiatyczach działała także kaplica św. Anny, która być może znajdowała się na miejscu zajmowanym obecnie przez katolicką kaplicę pod tym samym wezwaniem.
Według Maroszka możliwe jest, iż w pobliżu cerkwi znajdowała się pierwotna osada, z której rozwinęło się lokowane w 1542 miasto Siemiatycze. Funkcjonowanie w nim prawosławnej parafii jest ponownie potwierdzone w dokumentach z 1592. Cerkiew była centrum dzielnicy „ruskiej”, pozostającej w kontraście wobec „lackiej” dzielnicy skupionej przy ufundowanym w 1456 kościele katolickim. Podobna sytuacja (dwie wyraźnie odrębne etnicznie i wyznaniowo części jednego miasta) była dla regionu typowa.

### Okres unicki
W pierwszym okresie rozwoju miejscowości cerkiew obok kościoła i dworu była najważniejszym elementem jej zabudowy; od XVI w. cerkiew, podobnie jak dwór, znalazła się właściwie poza właściwym rozplanowaniem miasta. W kolejnych stuleciach położenie świątyni na uboczu, wbrew tendencjom rozwoju miejscowości, miało związek z ekspansywną działalnością Kościoła katolickiego po soborze trydenckim.
W 1596, po zawarciu unii brzeskiej, siemiatycka parafia przyjęła jej postanowienia. Miała na to wpływ postawa właściciela miejscowych dóbr Lwa Sapiehy, propagatora unii kościelnej, jak również fakt, iż podlegała ona eparchii włodzimiersko-brzeskiej, której ordynariuszem był zwolennik unii Hipacy Pociej. Formalnie zmiana jurysdykcji została przypieczętowana w 1614 w momencie objęcia siemiatyckiego probostwa przez ks. Eleferiusza Kętrzyńskiego z rekomendacji unickiego biskupa włodzimiersko-brzeskiego. Trzynaście lat później w akcie prezenty wręczonym kolejnemu proboszczowi, Aleksandrowi Oladowskiemu, zobowiązano go do zachowania wierności unii. Lew Sapieha ufundował w Siemiatyczach nową drewnianą cerkiew unicką i w testamencie ponownie nakazywał, by niezmiennie funkcjonowała ona w tej jurysdykcji.
Siemiatycka cerkiew była znaczącym ośrodkiem pielgrzymkowym zwłaszcza w patronalnym dniu Trójcy Świętej. Gdy jednak w 1638 w mieście oddany został do użytku nowy kościół, to tam zaczęto organizować główne uroczystości. Unicki kapłan odprawiał Świętą Liturgię w swojej świątyni w godzinach porannych, a następnie obowiązkowo brał udział we mszy w kościele. Z czasem w cerkwi w ogóle zarzucono szczególnie uroczyste obchody dotychczasowego święta patronalnego. Patronami obiektu pozostali patronowie ołtarzy bocznych – Święci Piotr i Paweł oraz Paraskiewa Serbska. Zmiana wezwania nastąpiła po 1726 – w wymienionym roku protokół wizytacji świątyni wskazuje jeszcze wezwanie Trójcy Świętej, a przed 1789, gdy w kolejnym protokole wymieniono już nowych patronów, przy czym w 1774 cerkiew przyciągała jeszcze znaczne grupy wiernych w dniu Trójcy Świętej.
Protokół wizytacji unickiej cerkwi w Siemiatyczach opisuje cerkiew jako drewnianą, z wolno stojącą dzwonnicą. Budowla posiadała dwie kopuły z krzyżami, które ze starości chyliły się ku upadkowi. Jako „porządne” opisano królewskie wrota. Siedem lat później właściciel Siemiatycz Michał Sapieha zapowiedział wzniesienie nowej świątyni na miejscu dotychczasowej z uwagi na jej zły stan techniczny, nie zrealizował jednak swoich obietnic. W protokole wizytacji dokonanej w 1774 przez ks. Antoniego Karczewskiego zapisano, iż obiekt wymagał remontu kapitalnego. Piętnaście lat później w aktach konsystorza unickiej diecezji chełmskiej zapisano, iż do cerkwi w Siemiatyczach uczęszczało 2511 osób, w tym 458 mieszkańców samego miasta; pozostali pochodzili z 16 okolicznych wsi. W XVIII stuleciu znaczenie cerkwi w rozplanowaniu miasta jeszcze spadło.
W XVIII w. wygląd cerkwi w Siemiatyczach ulegał stopniowej latynizacji, pozostał w niej jednak ikonostas. W nabożeństwach zaczął pojawiać się język łaciński. W latach, gdy w świątyni brakowało kapłanów unickich, służyli w niej kapłani rzymskokatoliccy. Protokół wizytacji z 1774 wskazuje na pojawienie się w siemiatyckiej parafii nieznanej tradycji bizantyjskiej praktyki odprawiania cichych mszy przy bocznych ołtarzach Chrystusa Zbawiciela, Matki Bożej, św. Paraskiewy i Świętych Piotra i Pawła.
Po III rozbiorze Polski Siemiatycze znalazły się w zaborze pruskim w Prusach Nowowschodnich. Po erygowaniu na ich terenie unickiej diecezji supraskiej parafia siemiatycka znalazła się w jej jurysdykcji i pozostała w niej do 1809. W wymienionym roku dekret cara Aleksandra I (dwa lata wcześniej Prusy Nowowschodnie na mocy traktatu w Tylży przyłączono do Imperium Rosyjskiego) skasował diecezję supraską i włączył jej placówki duszpasterskie powtórnie do diecezji brzeskiej. W Imperium Rosyjskim z Kościoła unickiego stopniowo eliminowano elementy pochodzenia łacińskiego. Unifikacja obrzędowa stanowiła przygotowanie do włączenia struktur unickich do Rosyjskiego Kościoła Prawosławnego, co nastąpiło ostatecznie na mocy synodu połockiego w 1839. Wtedy też cerkiew w Siemiatyczach ponownie stała się świątynią prawosławną. W momencie zmiany wyznania parafia była uboga, co przekładało się także na wygląd i wyposażenie cerkwi.

### Cerkiew prawosławna w latach 1840–1864
Od 1840 należała do dekanatu drohickiego eparchii wileńskiej i litewskiej. W 1851 liczbę parafian szacowano na 2782 osoby (386 z Siemiatycz), dziesięć lat później było ich 2846.
W przededniu powstania styczniowego plebania przy cerkwi była jednym z miejsc spotkań przyszłych uczestników antycarskiego wystąpienia i tworzenia oddziałów. Działo się tak mimo niechętnej postawy miejscowego duchownego, ks. Lacewicza, który następnie nazwał Siemiatycze „zbornym punktem polskich rewolucjonistów i miejscem przygotowań do buntu”. Nie sprzyjając spotkaniom spiskowców na plebanii, ks. Lacewicz równocześnie nie informował władz rosyjskich o tym, że prawosławni czytają polską nielegalną literaturę patriotyczną. Mimo to już po wybuchu powstania został pojmany przez polski oddział i zwolniony dopiero po interwencji miejscowego proboszcza katolickiego ks. Rocha Boguszewskiego. Z wdzięczności za jego pomoc, po przegranej przez powstańców bitwie pod Siemiatyczami prawosławny duchowny przekonał rosyjskie wojsko, by nie niszczyło siemiatyckiego kościoła.

### Budowa i funkcjonowanie murowanej cerkwi w Imperium Rosyjskim

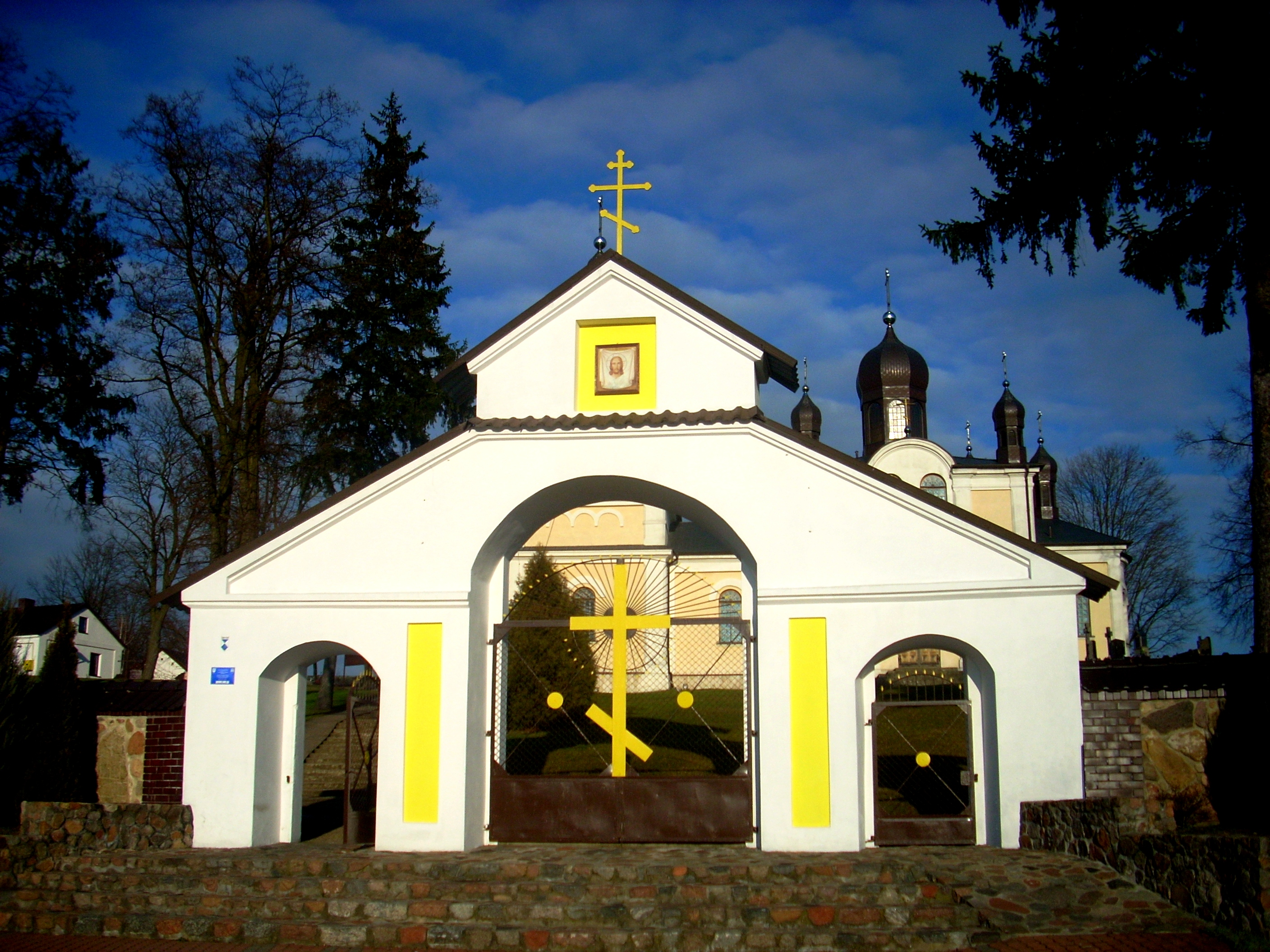
Wzniesiona w 1890 brama cerkiewna

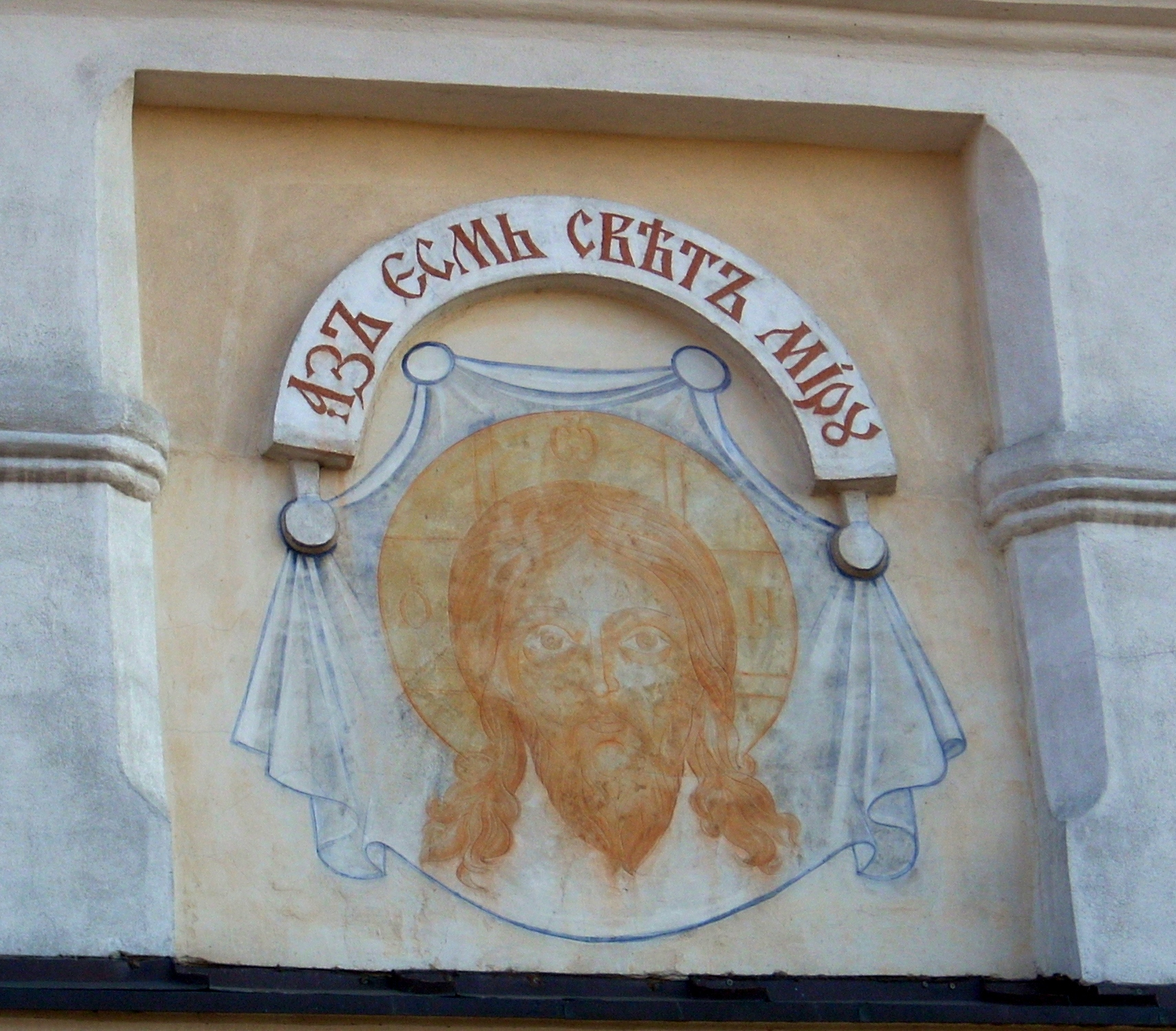
Ikona Obrazu Chrystusa Nie Ludzką Ręką Uczynionego nad wejściem do cerkwi

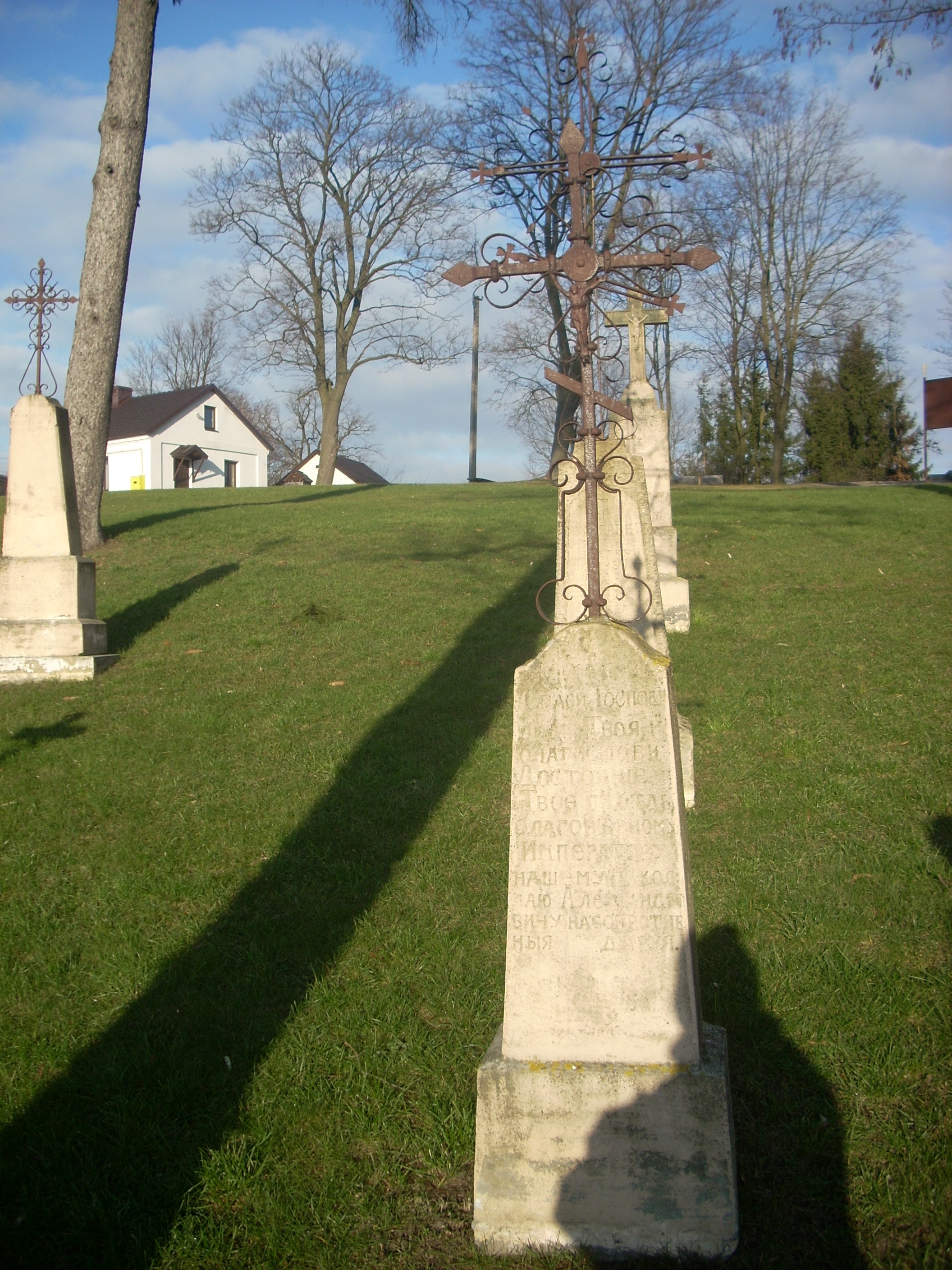
Zabytkowe nagrobki i krzyże pamiątkowe w sąsiedztwie cerkwi w Siemiatyczach. Na pierwszym planie krzyż z inskrypcją modlitwy w intencji cara Mikołaja II

Nieremontowana budowla sakralna w latach 60. XIX w. groziła już zawaleniem. P. Bobrowski opisał ją jako budynek „w ostatecznej ruinie”, kryty słomianym dachem. W związku z tym w 1865 przystąpiono do wznoszenia w jej sąsiedztwie cerkwi murowanej. Prace budowlane trwały rok i 6 listopada 1866 nowa świątynia została konsekrowana, zachowując dotychczasowe wezwanie. Początkowo nowa cerkiew funkcjonowała obok starej, którą następnie rozebrano (na miejscu ołtarza starszej świątyni, na południe od murowanej budowli, pozostawiono pamiątkowy kamień). Budowa świątyni została sfinansowana częściowo przez skarb państwa rosyjskiego (3 tys. rubli), z daru biskupa brzeskiego Ignacego oraz ze składek parafian, którzy również za darmo pracowali przy wznoszeniu obiektu. Właściciele cegielni Ciecierski i Fanshawe przekazali na ten cel po 25 tys. cegieł, 10 tys. zaś pozyskano z rozbiórki części budynków katolickiego klasztoru misjonarzy. Według Dobrońskiego trzytysięczna dotacja państwowa pochodziła z wymuszonej na pozostałych mieszkańcach Siemiatycz kontrybucji, podobnie wymuszono na właścicielach cegielni przekazanie „daru”.
W kolejnych latach cerkiew została otoczona kamienno-ceglanym ogrodzeniem, a w 1890 wzniesiono ozdobną bramę wiodąca na teren świątyni z ikoną Trójcy Świętej. W tym samym roku do wnętrza obiektu wstawiono nowy krzyż ołtarzowy. W tym samym dziesięcioleciu przeprowadzono remont generalny cerkwi, którego koszta zamknęły się kwotą 1600 rubli. 16 października 1897 odnowiona budowla została poświęcona po raz drugi. Uzupełniono jej wyposażenie o nowe chorągwie procesyjne i podświeczniki, wykonano drewniane klirosy, zakupiono szereg nowych ikon świętych.
Po utworzeniu eparchii grodzieńskiej cerkiew siemiatycka znalazła się w jej strukturach. W 1906 cerkiew wizytował ordynariusz administratury biskup Michał. W ciągu kolejnych siedmiu lat wyposażenie świątyni zostało uzupełnione o nowy ikonostas (wykonany w 1908), kolejne ikony oraz trzy dzwony. W 1905 do siemiatyckiej parafii należało 5177 osób. Po wydaniu ukazu tolerancyjnego dopuszczającego zmianę wyznania w tym samym roku konwersji na katolicyzm dokonało 70 dotychczasowych wiernych z Siemiatycz, a 340 z całego terenu parafii. W końcu XIX w. prawosławni stanowili mniej niż 10% mieszkańców Siemiatycz (zdecydowanie dominowali Żydzi – 75%). Tuż przed I wojną światową łączną liczbę parafian szacowano na 6625 osób – z Siemiatycz i 22 pobliskich miejscowości.
Cerkiew została zamknięta w momencie wyjazdu duchowieństwa i zdecydowanej większości parafian na bieżeństwo w 1915. W okresie, gdy Siemiatycze znajdowały się pod kontrolą niemiecką, świątynia pełniła funkcje obiektu gospodarczego.

### W dwudziestoleciu międzywojennym
Po odzyskaniu przez Polskę niepodległości i powrocie ludności prawosławnej z bieżeństwa parafia w Siemiatyczach wznowiła działalność. W dwudziestoleciu międzywojennym należała do dekanatu siemiatyckiego diecezji grodzieńskiej. Prawosławni stanowili w 1921 9% ogółu mieszkańców Siemiatycz (największą grupą wyznaniową pozostawali wyznawcy judaizmu). Powracająca ludność starała się uzupełnić straty w wyposażeniu świątyni poniesione w latach wojennych, np. mieszkańcy Krupic ufundowali nową Golgotę. W 1936 do cerkwi uczęszczało 5914 osób, z czego 589 mieszkańców Siemiatycz i osoby z 24 okolicznych wsi.

### Po 1945
Po 1945 z Siemiatycz wyjechała część ludności prawosławnej, która przeniosła się (dobrowolnie lub pod przymusem) na teren Białoruskiej SRR lub na Ziemie Odzyskane. Dzięki utworzeniu w mieście powiatu i napływowi nowych mieszkańców od 1952 liczba parafian ponownie wzrosła, do lat 80. XX wieku osiągając liczbę 5500 osób. W 1953 wizytacji w świątyni dokonał metropolita warszawski i całej Polski Makary.
W 1966, w ramach przygotowań do stulecia świątyni, budowla została pokryta blachą cynkowaną i odmalowana. Rodziny Koszewników i Kuźmiuków ufundowały dodatkowo nowe naczynia liturgiczne. Członkowie miejscowego bractwa cerkiewnego ufundowali grób Matki Bożej. Został on wyrzeźbiony przez ludowego twórcę z Klukowicz, całun na grób powstał zaś w Białymstoku. Do cerkwi wstawiono także nowe dzwony. W dniu stulecia cerkwi Świętą Liturgię odsłużył w niej metropolita warszawski i całej Polski Stefan.
1 maja 1973 cerkiew doznała poważnych uszkodzeń wskutek pożaru; odrestaurowywanie wnętrza (w tym ikon) zajęło kilka lat. Całkowicie zniszczona została Golgota, która musiała zostać zastąpiona nową konstrukcją. Najsilniej uszkodzone ikony konserwowała w Warszawie Maria Orthwein. Po zakończeniu remontu świątynię ponownie konsekrował metropolita warszawski i całej Polski Bazyli. W kolejnych latach kontynuowano prace remontowe i konserwatorskie w cerkwi. Dzięki ofiarodawcom uzupełniano jej wyposażenie o nowe utensylia. Niklem pokryte zostały krzyże, panikadiło (żyrandol cerkiewny) oraz podświeczniki. Dwa miedziane świeczniki zakupiło miejscowe bractwo cerkiewne. Wiera Nieroszczuk z Kleszczel napisała dla świątyni siemiatyckiej ikony św. Eliasza i Chrystusa Zbawiciela oraz wykonała nową Golgotę.
W 1988 liczbę wiernych w parafii Świętych Piotra i Pawła szacowano na 7 tys. osób.

### Po 1989

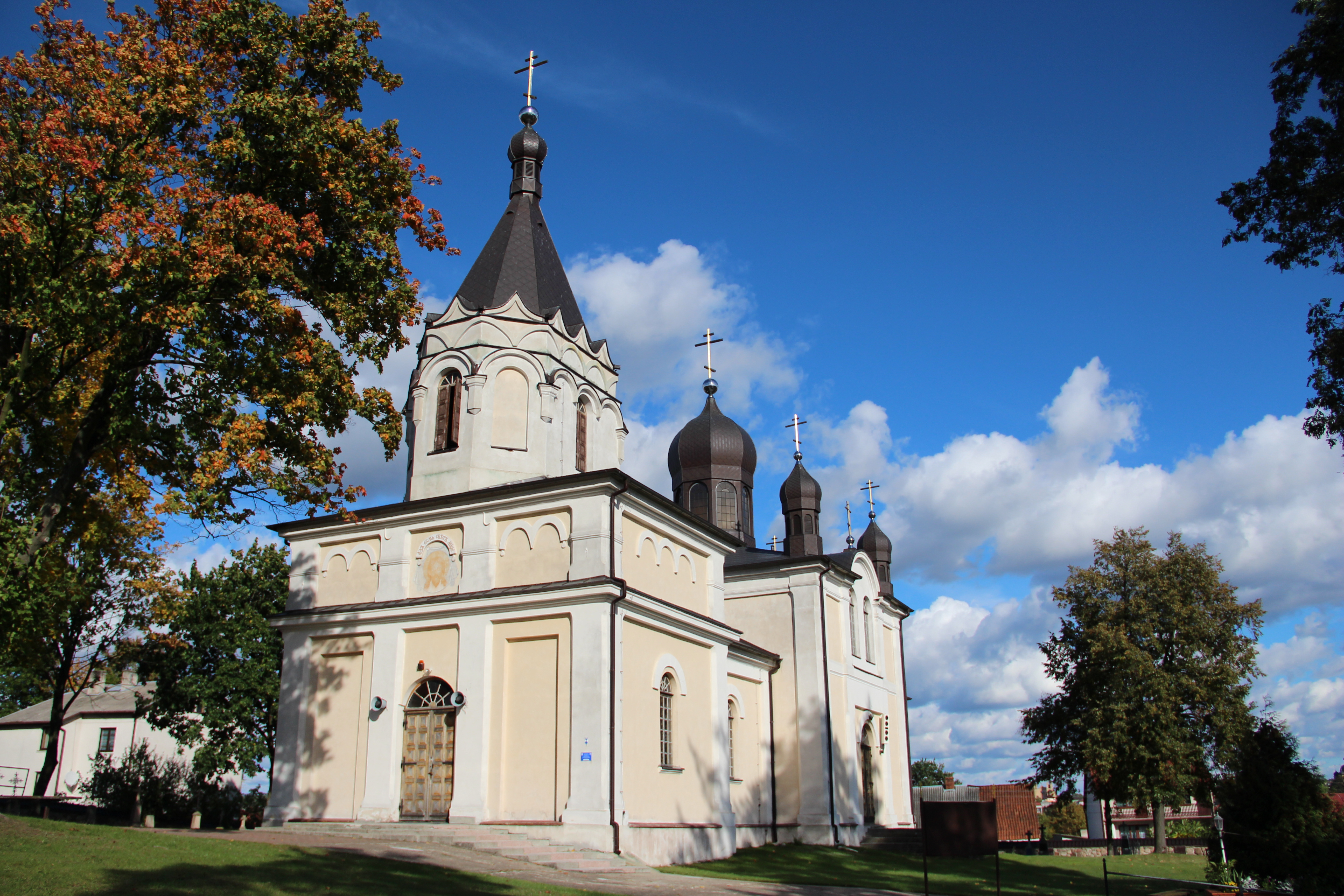
Elewacja zachodnia

Cerkiew wraz z cmentarzem, stróżówką i ogrodzeniem wpisano do rejestru zabytków 7 grudnia 1995 pod nr A-110. Rok później liczba wiernych w parafii Świętych Piotra i Pawła znacznie spadła, gdyż z jedynej dotąd parafii siemiatyckiej wydzielono parafie w Boratyńcu Ruskim, w Rogawce oraz drugą parafię w Siemiatyczach, pod wezwaniem Zmartwychwstania Pańskiego.
W latach 90. XX w. dokonano generalnego remontu świątyni – położono nowe tynki na elewacji oraz wewnątrz, wymieniono całą stolarkę, instalację elektryczną i alarmową oraz aparaturę nagłaśniającą, drewnianą podłogę zastąpiono betonowo-lastrykową (pod którą założono instalację grzewczą). Dokonano także renowacji konstrukcji ikonostasu, wszystkich wstawionych do niego wizerunków, pozłocono carskie wrota, obramowania ikon i ornamenty konstrukcji. Ściany wewnętrzne cerkwi pokryła polichromia wykonana przez białoruskich ikonografów Aleksandra Łosia i Wiktora Downara.
17 sierpnia 2000 w cerkwi wystawiona była dla kultu kopia Iwerskiej Ikony Matki Bożej przekazana przez mnichów ze wspólnot Athosu monasterowi na górze Grabarce.
W 2003 przeprowadzony został gruntowny remont dachu, który został pokryty blachą miedzianą. Wymieniono wówczas wszystkie siedem kopuł cerkiewnych i umieszczono na budynku dziewięć nowych krzyży, wyświęconych przez arcybiskupa lubelskiego i chełmskiego Abla.
W świątyni wielokrotnie służył metropolita warszawski i całej Polski Sawa. Cerkiew odwiedził także patriarcha Aleksandrii i całej Afryki Piotr (w 2001) oraz delegacja Greckiego Kościoła Prawosławnego na czele z metropolitą Samos i Ikarii Euzebiuszem (również 2001). W latach 2006–2008 całkowicie wymieniono kamienne ogrodzenie otaczające teren cerkiewny.
Po wyborze archimandryty Jerzego (Pańkowskiego) na biskupa pomocniczego diecezji warszawsko-bielskiej z tytułem biskupa siemiatyckiego cerkiew Świętych Piotra i Pawła stała się jego tytularną katedrą, nie otrzymała jednak oficjalnie rangi soboru. Biskup siemiatycki po raz pierwszy służył w Siemiatyczach w święto Spotkania Pańskiego (15 lutego) w 2007, zaś po raz ostatni – 11 czerwca 2017 r., już po tym, gdy został przeniesiony na katedrę wrocławską i szczecińską. Kolejnym biskupem siemiatyckim został Warsonofiusz (Doroszkiewicz); jego chirotonia odbyła się 8 października 2017 r. w tej cerkwi.
W świątyni, a od momentu jej ukończenia także w cerkwi Zmartwychwstania Pańskiego, od 2004 w listopadzie odbywa się Przegląd Pieśni Religijnej i Paraliturgicznej, na którym występują chóry cerkiewne, jak również zespoły wykonujące białoruską, ukraińską i rosyjską muzykę ludową.
W 2021 r. cerkiew otrzymała relikwie patronów – Świętych Apostołów Piotra i Pawła.

## Architektura

### Bryła budynku

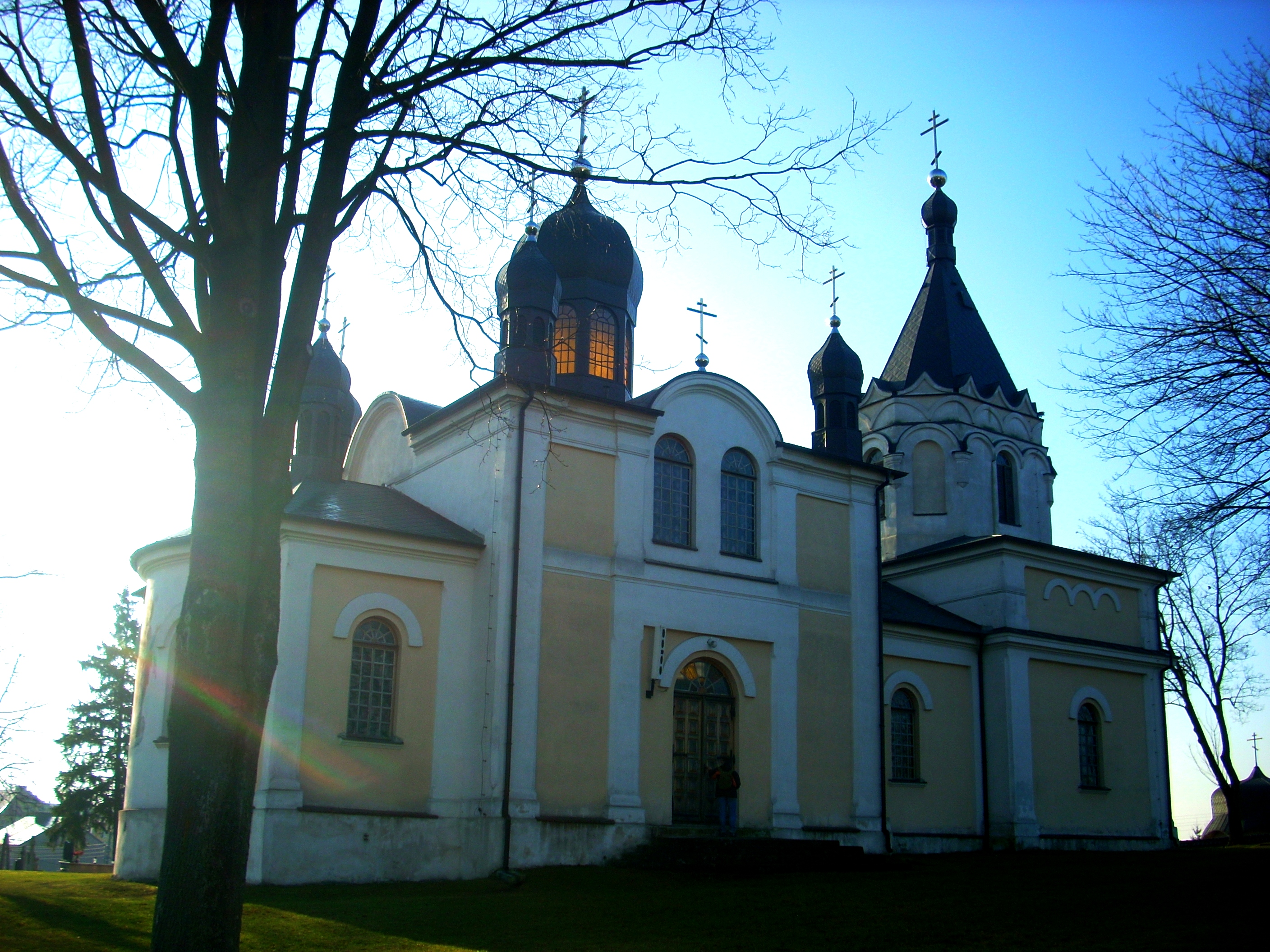
Cerkiew od północy

Cerkiew Świętych Piotra i Pawła w Siemiatyczach została wzniesiona według projektu ze wzornika Projekty cerkwiej Konstantina Thona w stylu rosyjsko-bizantyjskim. Jest to budowla murowana, ceglana, orientowana, trójdzielna. Jedyna nawa cerkiewna jest kwadratowa, pomieszczenie ołtarzowe i przedsionek zbudowano zaś na planie węższego prostokąta. Nawa przekryta jest stropem, pozorną kolebką poprzeczną.
Elewacje świątyni dzielone są lizenowo-ramowo. Nad cerkiewnym przedsionkiem wznosi się jednokondygnacyjna wieża kryta spłaszczonym dachem namiotowym. Nawę kryje dach dwuspadowy. Nad oknami świątyni umieszczono półkoliste łuki.

### Wystrój wnętrza

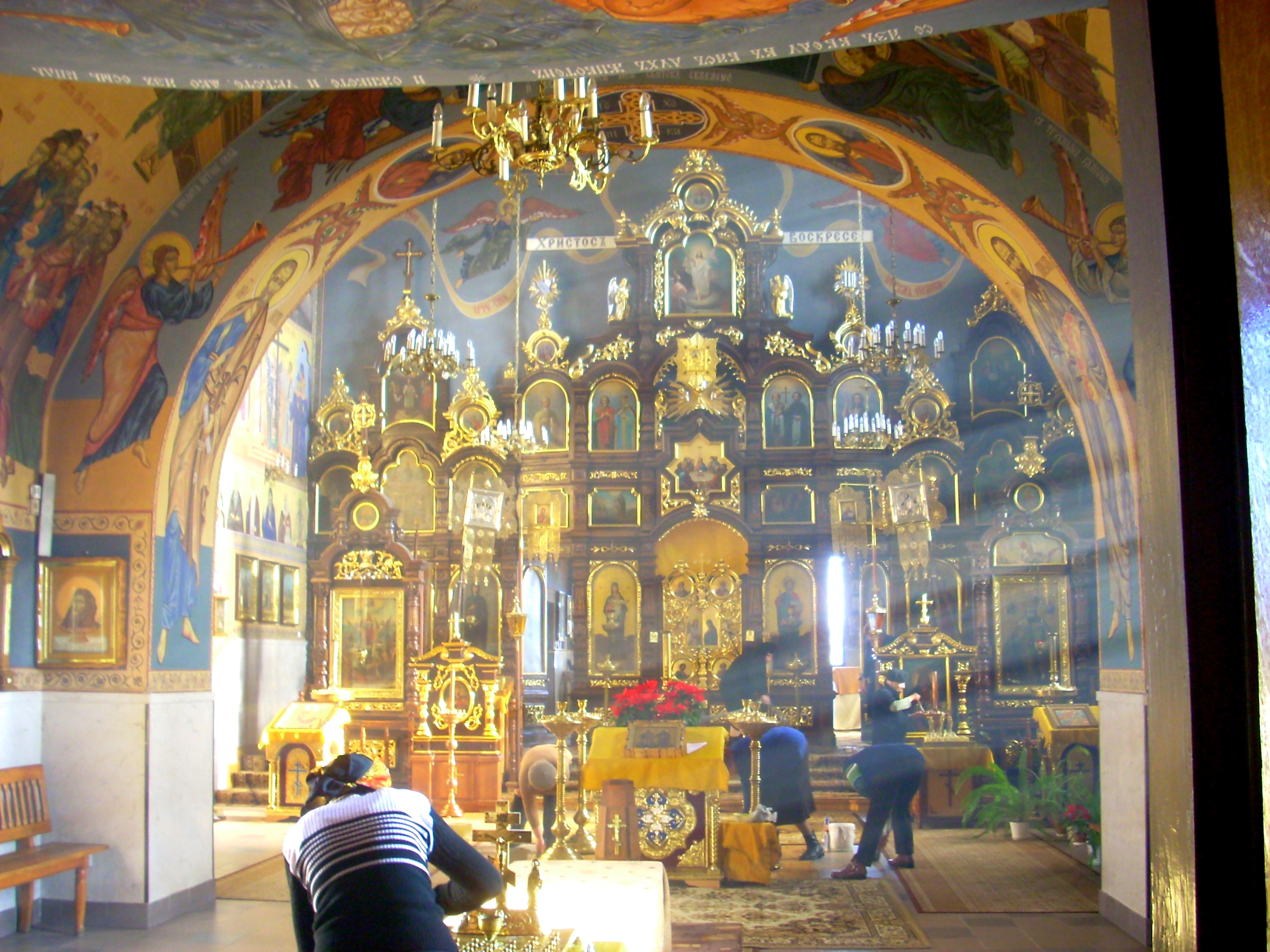
Widok wnętrza cerkwi

W świątyni szczególnym kultem otaczane są ikony Świętych Piotra i Pawła oraz św. Paraskiewy, oba na złotym tle. Wizerunki te według Grzegorza Sosny, który powołuje się na opis autorstwa biskupa Józefa (Sokołowa), powstały na potrzeby pierwszej, piętnastowiecznej cerkwi. Konserwator zabytków Maria Orthwein, która w latach 70. XX wieku zajmowała się obydwiema ikonami, uznała je za obrazy znacznie młodsze. W Katalogu zabytków sztuki w Polsce wizerunki opisano jako ikony barokowe z I połowy XVII w.
Ikonostas w cerkwi pochodzi z 1908. Z pierwszych lat XX wieku pochodzą ikony świętych Antoniego Pieczerskiego i św. Teodozjusza Czernihowskiego, zakupione przez proboszcza Dubińskiego. Z 1905 pochodzą wykonane w Czernihowie ikony Męczenników Wileńskich oraz św. Serafina z Sarowa. Starsze są natomiast wizerunki św. Mikołaja oraz Matki Bożej, wstawione na początku XX wieku do ozdobnych kiotów. W 1907 wstawiono do cerkwi nowy siedmioświecznik. W XIX wieku powstała ikona św. Aleksandra Newskiego wystawiona pierwotnie dla kultu w kaplicy w centrum miasta, zbudowanej dla uczczenia zwycięstwa wojsk rosyjskich w bitwie pod Siemiatyczami i zburzonej w 1925.
W cerkwi znajdują się trzy feretrony z początku XX w., przedstawiające odpowiednio: Matkę Bożą i Chrystusa Zbawiciela, Częstochowską Ikonę Matki Bożej oraz Świętych Cyryla i Metodego, Kazańską Ikonę Matki Bożej oraz św. Włodzimierza. Na plebanii przechowywany jest pacyfikał unicki z 1793, pierwotnie na wyposażeniu cerkwi. W przedsionku świątyni znajduje się natomiast ludowy dziewiętnastowieczny krucyfiks. Polichromia we wnętrzu obiektu jest nowoczesna, powstała w czasie gruntownych prac renowacyjnych w ostatniej dekadzie XX wieku. Wewnętrzne drzwi do cerkwi wykonał w II połowie XX w. rzeźbiarz Wieczysław Szum z Siemiatycz.